# VIVID SOUND
VIVID SOUND（ヴィヴィド・サウンド）は、東京に本社を置くレコード会社ヴィヴィド・サウンド・コーポレーションによるインディーズレーベル。
おもに1950年代 - 1970年代のソウル、ブルース、ジャズ、ワールドミュージック等のコレクタブル・アイテムのリイシューを手掛けている。
1974年、ソウル、ブルース、ジャズ等のブラックミュージックを中心とした日本初の輸入レコード専門店「芽瑠璃堂」を吉祥寺にてオープン。並行して入手困難なブルースやソウルのリイシュー業務を開始し、同年に株式会社ヴィヴィド・サウンド・コーポレーションを設立した。ヴィヴィドの代表的な仕事としては、ジェームス・カー、オヴェイションズなどの録音を残したゴールドワックス・レコードの音源の再発があげられる。その後、ファンクやロックなどにもフィールドを広げて現在に至る。
1980年代には自社のレコーディング・スタジオを使用した原盤制作、海外アーティストのライセンス、ディストリビューションの三部門の体制となった。

## 所属アーティスト
洋楽
- ホット・ツナ
- マーク・ベノ
- シルヴィ・バルタン

など
邦楽
- あがた森魚
- なかの綾
- 星野みちる
- 脇田もなり

など

## 関連レーベル
- VIVID SOUND
- CHOP
- PUF-UP
- NALYD
- HIGH CONTRAST RECORDINGS
- TICK TACK
- MEERKAT RECORDS
- VOLTA RECORDS
- MUSKRAT RECORDS
- POKAPOKA RECORDS
- Zureyama's Record
- GOTOWN RECORDS

## 公式サイト
- 公式サイト
- VIVID SOUND (@VIVIDSOUND) - X（旧Twitter）